# Fontana (Chaco)
Fontana is een plaats in het Argentijnse bestuurlijke gebied San Fernando in de provincie Chaco. De plaats telt 26.745 inwoners.

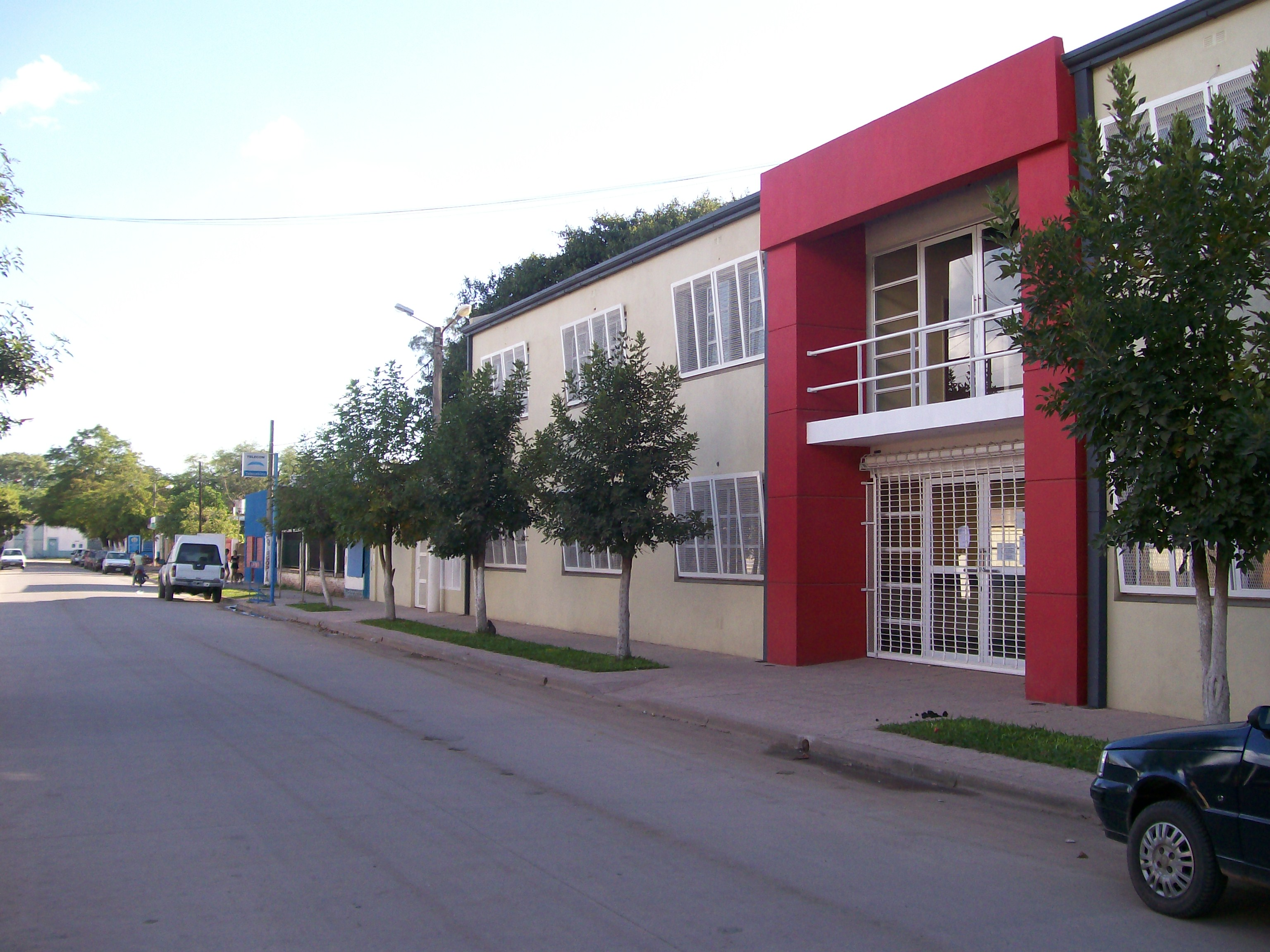
Fontana